# Cadzandse klederdracht
De Cadzandse klederdracht is een van de laatste klederdrachten die in West-Zeeuws-Vlaanderen gedragen werd. Ze kwam voor in het Oude Land van Cadzand. De mannendracht, die leek op de klederdracht in andere delen van Zeeland, was al omstreeks 1900 in onbruik geraakt, maar de vrouwendracht heeft het nog tientallen jaren langer uitgehouden.

## Vrouwendracht
De vrouwendracht was, zeker in vergelijking met andere Zeeuwse vrouwendrachten, betrekkelijk sober.

### Zondagse vrouwendracht
De vrouw droeg op zondag een ondermuts van zwarte stof, waarin gouden mutsenbellen bevestigd zaten. Daarbovenop werd een bovenmuts gedragen van Mechelse kant. Deze was met een karkasje verstevigd, vandaar dat de tram van Oostburg naar Cadzand ook karrekassentram werd genoemd. Het haar werd strak naar achteren gekamd en de scheiding werd in het midden aangebracht. Een kleine ketting van bloedkoraal werd om de hals gedragen.
Ook droeg ze een jak van zwarte, bruine, blauwe of groene stof die versierd was met kraaltjes en kant. Verder droeg ze een zwarte rok, waar overheen een zwart zijden schortje met kanten versiering werd gedragen. Om het middel droeg de vrouw een zijden lint dat aan de linkerkant was vastgeknoopt.
Buiten werd een manteline gedragen, wat een mantel was met een grote capuchon die over de muts kon worden gedaan. Deze was afgezet met zwarte kant en kraalwerk. Aan de voorzijde bevond zich een zilveren sluiting. De vrouw kon een horloge, een broche en een spoormandje of een fluwelen tas met zich meedragen.

### Weekdaagse vrouwendracht
Door de week was het mutsje eenvoudiger. Het was gemaakt van gebloemd batist en afgezet met bolletjes batist. Natuurlijk was ook de overige kleding uit goedkopere stof vervaardigd.

### Rouwdracht
Tijdens de rouwperiode was de muts van effen batist en waren de mutsenbellen van zilver met zwart in plaats van goud. Ook de bloedkoralen werden door zwarte kralen vervangen.

### Meisjesdracht
Deze dracht was vrolijker dan de dracht voor volwassen vrouwen: een gehaakt kanten mutsje of hoedje en een gebloemd wit batisten manteltje. Hieronder werd een blauwe of bruine rok gedragen en daaroverheen een zwart satijnen schortje.

## Cadzandse boerenkamer
De Cadzandse dracht leeft voort in de Cadzandse boerenkamer, een Cadzands interieur uit omstreeks 1850 met poppen die de dracht tonen. Deze boerenkamer was jarenlang in het raadhuis van Oostburg gevestigd en is vervolgens verhuisd naar het Streekmuseum te IJzendijke. Nadat het Streekmuseum in 2006 is omgevormd tot museum Het Bolwerk van de Staats-Spaanse Linies was de boerenkamer in depot opgeslagen. Sinds april 2014 is de collectie ondergebracht in Museum de Karrekasse in Nieuwvliet.  Het museum toont het wonen en leven van een gezin in het zogenoemde 'Landje van Cadzand' rond 1900.